# スクーブ・ブックス
スクーブ・ブックス(Skoob Books)は、イギリス、ロンドン中心部のブルームズベリーにあるブランズウィック・センターにある、学術書を中心とした古書店である。Skoobは、Booksの逆読みである。

## 概要
スクーブ・ブックスは、2つの店舗で7万冊以上の書籍を扱っており、オンラインでは約10万冊を扱っている。 
店舗は、ブランズウィックセンターの地下と1階の小売スペースにある。政治、歴史、文学、芸術、哲学から自然科学までの古本を扱っている。
これにはポストカードや写真も含まれている。
本店自体は地下にあり、SF、社会科学、芸術、自然科学など、さまざまなセクションに分かれている。
同社の倉庫はオックスフォードシャーにあり、100万冊以上の書籍が保管されている。

## 歴史
スクーブ・ブックスは当初1979 年、プールズ・ブックスが閉店していた時、その店のトッテナム・コート・ロード店のスタッフによってシシリアン・アーケードで始まった。
その後、彼らはブランズウィック・センターの 1 階のユニットに移動した。その後、2008年に同センター地下に移転した。新型コロナウイルス感染症のパンデミックの間、スクーブ・ブックスは 1 階の小売店をポップアップショップ(期間限定の空きスペースを利用とした店)として再びオープンした。

2010 年、タイムズ・アウト誌はスクーブ ブックスを「ロンドンで最高の書店」に選出しした。

## アクセス
- 最寄り駅は、ラッセルスクエア(Russell Square)
- 駅前に、ブランズウィック・センターがある。

## ギャラリー

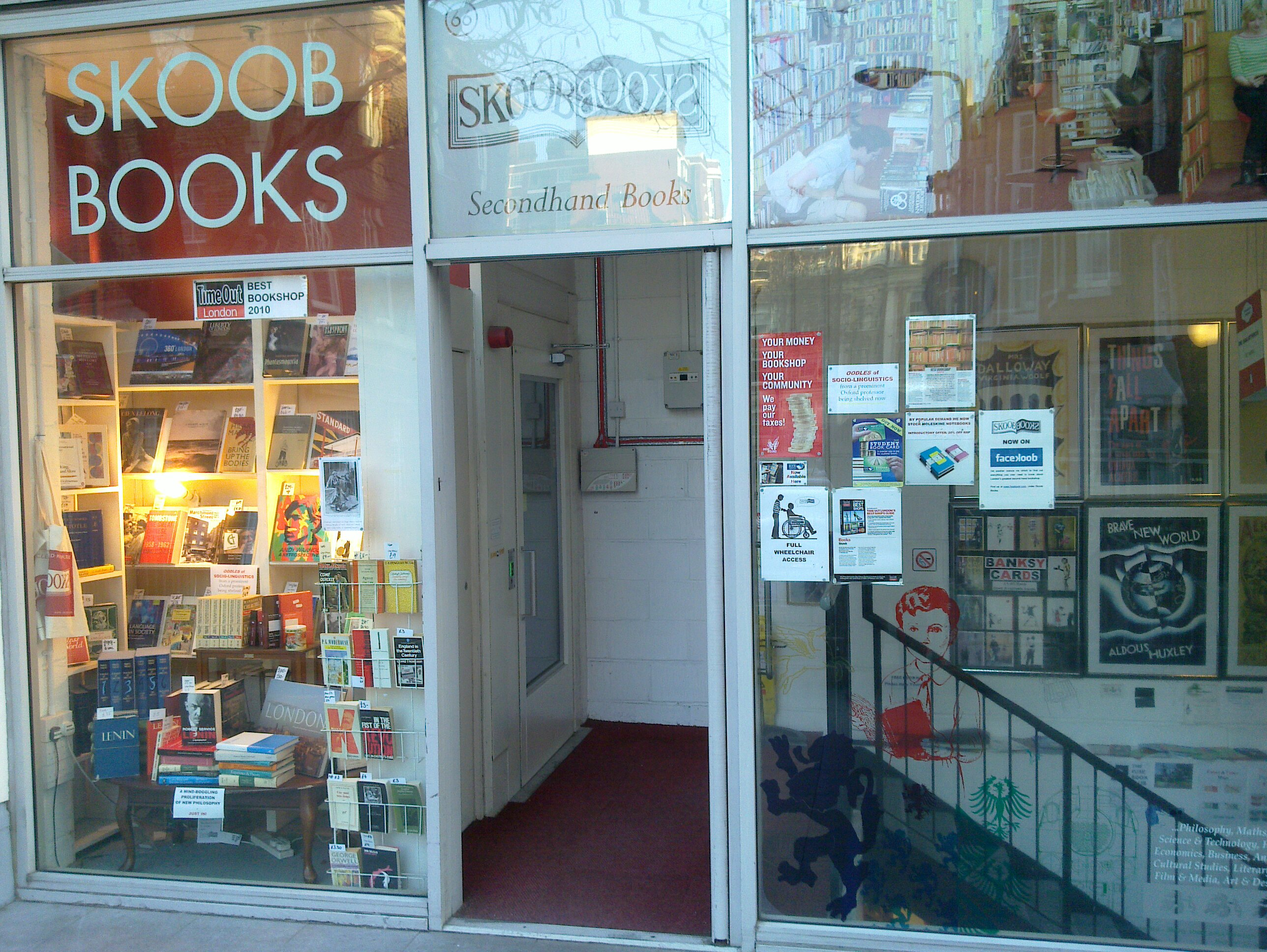
スクーブ・ブックスの正面玄関。
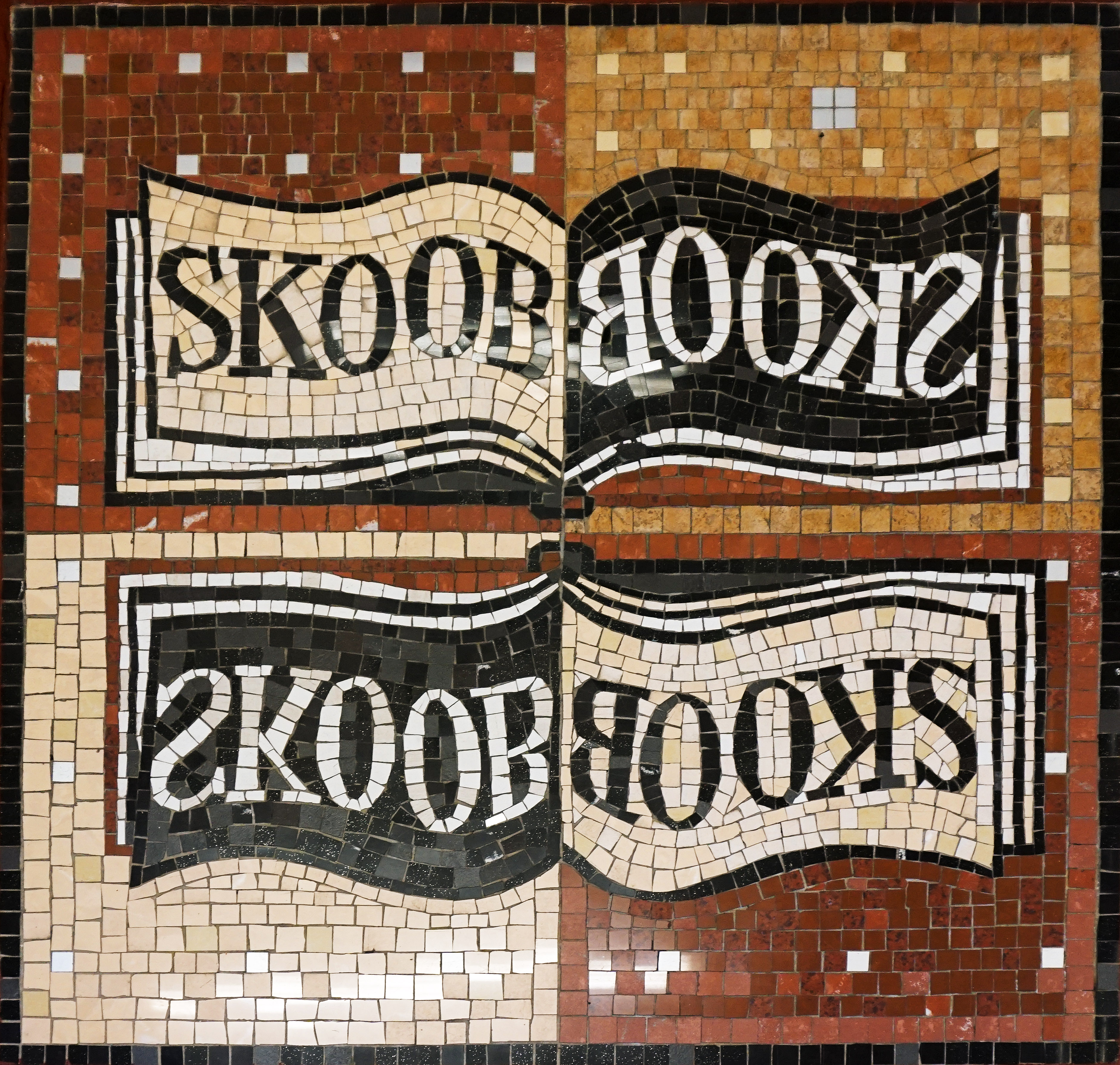